# Зибиц (Гёда)

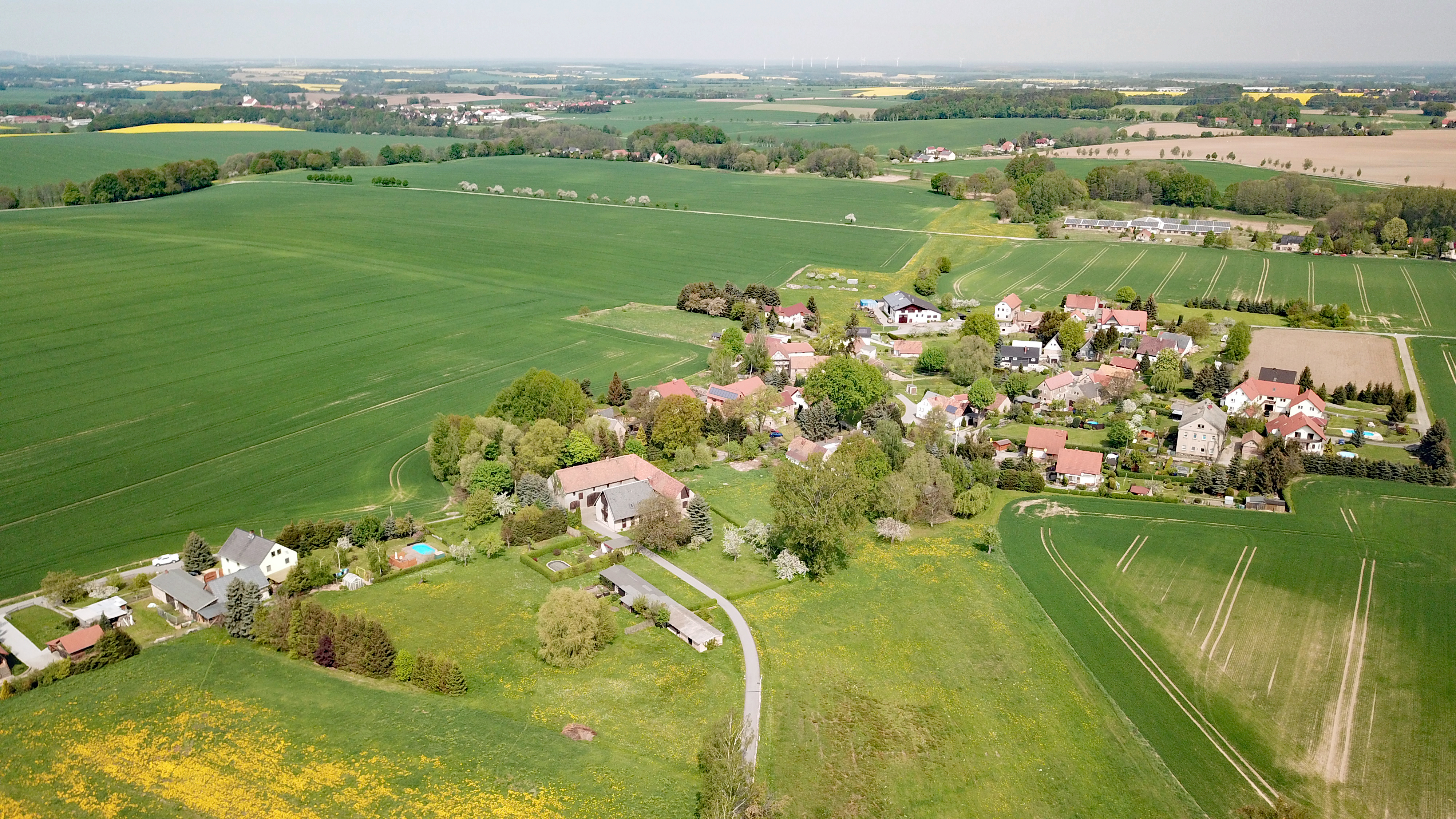

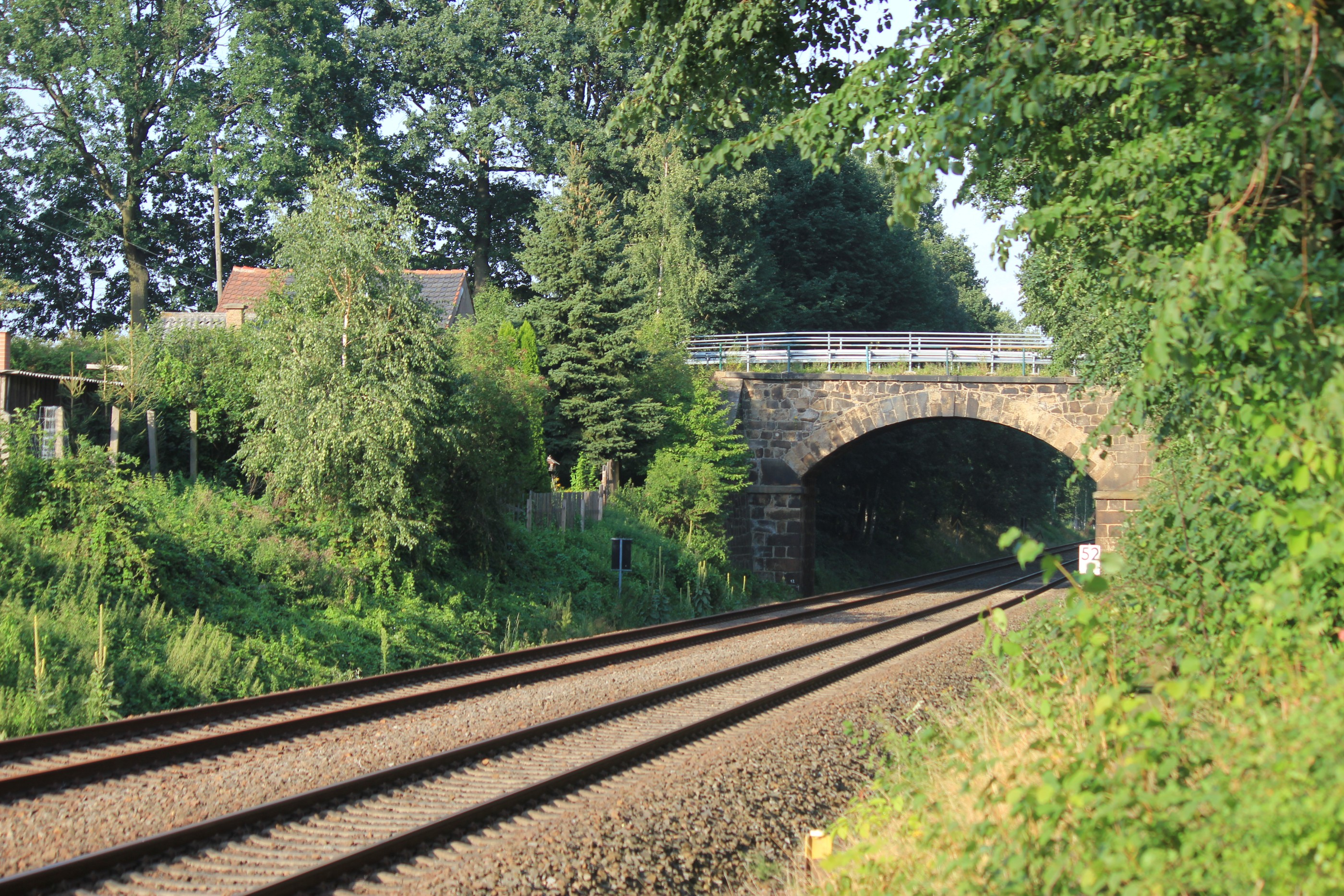
Автодорожный мост через железнодорожную линию Гёрлиц-Дрезден. Памятник культуры и истории земли Саксония

Зи́биц или Джи́вочицы (нем. Siebitz; в.-луж. Dźiwoćicy) — деревня в Верхней Лужице, Германия. Входит в состав коммуны Гёда района Баутцен в земле Саксония. Подчиняется административному округу Дрезден.

## География
Соседние населённые пункты: на северо-востоке — деревня Мала-Борщ, на юге — деревня Дружкецы коммуны Добершау-Гаусиг и на западе — деревни Жичень и Жиченк.

## История
Деревня имеет древнеславянскую круговую структуру построения жилых домов с площадью в центре. Впервые упоминается в 1374 году под наименованием Dewecicz.
С 1974 года входит в современную коммуну Гёда.
В настоящее время деревня входит в состав культурно-территориальной автономии «Лужицкая поселенческая область», на территории которой действуют законодательные акты земель Саксонии и Бранденбурга, содействующие сохранению лужицких языков и культуры лужичан.
Исторические немецкие наименования:
- Dewecicz, 1374—1382
- Dybyticz, 1387
- Dywatitz, 1494
- Dywetitz, 1519
- Syweschitz, 1580
- Dziwoczicz, 1617
- Siebitz, 1791

## Население
Официальным языком в населённом пункте, помимо немецкого, является также верхнелужицкий язык.
Согласно статистическому сочинению «Dodawki k statisticy a etnografiji łužickich Serbow» Арношта Муки в 1884 году проживало 121 человека (из них —108 серболужичанина (89 %)).
| 1834 | 1871 | 1890 | 2006 | 2016 |
| ---- | ---- | ---- | ---- | ---- |
| 65   | 104  | 112  | 80   | 71   |

## Достопримечательности
Памятники культуры и истории земли Саксония
- Автодорожный мост через железнодорожную линию Гёрлиц-Дрезден, 1845—1846, (№ 09251435)
- Конюшня, сарай, деревянный насос и восточная хозяйственная постройка с оригинальными воротами, д. 3, 1818 год (№ 09250299)
- Жилой дом, д. 6, 1880 год (№ 09250298)
- Жилой дом, д. 14, 1820 год (№ 09250297)